# Véron (Yonne)
Véron es una localidad y comuna francesa situada en la región de Borgoña, departamento de Yonne, en el distrito de Sens y cantón de Sens-Sud-Est.

## Demografía
| 893 | 935 | 1077 | 1091 | 1182 | 1218 | 1273 | 1367 | 1276 | 1254 | 1284 | 1237 | 1190 | 1194 | 1181 | 1111 | 1097 | 1048 | 1029 | 929 | 772 | 744 | 750 | 746 | 742 | 803 | 885 | 939 | 1025 | 1161 | 1520 | 1657 | 1905 |
| Para los censos de 1962 a 1999 la población legal corresponde a la población sin duplicidades (Fuente: INSEE [Consultar]) |     |      |      |      |      |      |      |      |      |      |      |      |      |      |      |      |      |      |     |     |     |     |     |     |     |     |     |      |      |      |      |      |